# 二月里来
《二月里来》，抒情歌曲，《生产大合唱》组曲中的一首歌曲，塞克词，冼星海曲。1939年3月作于陕北延安。该曲具有“浓重风味”的江南旋律，体现了冼星海早年倡导音乐大众化的“普遍音乐”理念。该曲以乐观昂扬的情绪取代了此前革命歌曲苦难叙事的悲观和悲壮。《二月里来》原歌曲共有六段歌词，但是建国后传唱的只有四段。

## 创作背景
1939年，延安兴起了大生产运动。3月，诗人塞克在音乐家冼星海催促下写了一组记录这场运动的诗，旋即被冼星海谱成《生产大合唱》组曲。

《二月里来》就是《生产大合唱》组曲中的一首。

## 词曲版权

### 作者逝世时间
- 词作者塞克于1988年11月18日在北京逝世。
- 曲作者冼星海于1945年10月30日在克里姆林宫医院病逝。

## 使用及改编
该曲曾被收录在梦之旅合唱组合的系列专辑《流淌的歌声》第7辑《流淌的歌声之真情依旧》（2003年发行）中。

## 其他相关

### 外语译名
- 法語：

## 歌曲影响
“二月里来好春光, 家家户户种田忙”一句成为中国大陆行文时形容春季农忙景象的常用语。